# Жуков (телесериал)
«Жу́ков» — российский многосерийный художественный фильм 2011 года, повествующий о послевоенном периоде жизни Маршала Советского Союза Георгия Константиновича Жукова. Фильм охватывает период с июня 1945 года —  Парада Победы — до 1974 года — последних дней жизни маршала.

## Сюжет
В фильме разворачиваются две сюжетные линии. Первая показывает взаимоотношения между Г.К. Жуковым и властными структурами. Сразу после Великой Отечественной войны против него было возбуждено «Трофейное дело», по которому маршал обвинялся в незаконном вывозе из Германии и присвоении раритетов, мебели и художественных ценностей. Кроме того, И.В. Сталин обвинял Г.К. Жукова в раздувании своих заслуг в деле разгрома нацистской Германии и присвоении себе разработок военных операций, к которым не имел никакого отношения. После смерти Сталина Жуков принял участие в аресте Л. П. Берии, активно поддержал приход к власти Н.С. Хрущёва и занял должность Министра обороны СССР. Однако подозрительность верховного руководства страны вновь дала о себе знать: в 1957 году Жуков был исключён из состава ЦК партии, снят со всех постов и в 1958 году отправлен в отставку.
Параллельно с военной и политической карьерой в фильме подробно рассказывается и об отношениях Жукова с тремя любимыми женщинами: женой Александрой Диевной Зуйковой (Елена Яковлева), которая родила ему двух дочерей; и любовницами: Лидией Захаровой (Любовь Толкалина), военно-полевой подругой, отношения с которой продлились 9 лет, и с Галиной Семёновой (Анна Банщикова) — последней его любовью, матерью младшей дочери Марии. Галина Семёнова официально стала женой маршала в 1965 году, хотя отношения с ней начались ещё в 1950 г.

## Создание фильма
Подробности этого периода его жизни долгое время старались не афишировать. Работая над документальным циклом «Кремль-9», Алексей Пиманов нашёл немало неизвестных ранее фактов биографии маршала.
Работа над созданием фильма от написания сценария, создания команды, подбора актёров, проведения съёмок в натуральных интерьерах описываемых событий заняла пять лет. Сами съёмки длились больше года. География — от подмосковной дачи Сталина и Кремля до Сочи.
В телефильме актёр Александр Балуев играет Жукова в возрасте от 50 до 78 лет. Балуеву делали обычный возрастной грим, тщательно прорисовывая все морщинки. По мнению создателей, органика и харизма артиста важнее портретного сходства.
Действие фильма охватывает почти тридцать лет. В фильме задействовано много техники того периода (машины, поезда, самолёты 1940-х и 1950-х годов). Военная форма разных лет, костюмы, платья — многое из этого шилось на заказ.

## Создатели сериала
- Режиссёр — Алексей Мурадов
- Сценарий — Виталий Москаленко, Валерия Байкеева
- Продюсер — Алексей Пиманов
- Оператор — Роберт Филатов
- Композитор — Олег Ладов
- Художник — Екатерина Татарская

## В ролях
- Александр Балуев — Георгий Жуков
- Елена Яковлева — Александра Диевна Жукова
- Ирина Розанова — Лидия Русланова
- Любовь Толкалина — Лидия Владимировна Захарова
- Анна Банщикова — Галина Семёнова
- Анатолий Дзиваев — Иосиф Сталин
- Адам Булгучёв — Лаврентий Берия
- Александр Песков — Виктор Абакумов
- Борис Щербаков — Михаил Михайлович Пилихин
- Юрий Цурило — маршал бронетанковых войск Павел Рыбалко
- Александр Потапов — Никита Хрущёв
- Сергей Бездушный — Леонид Брежнев
- Виктор Балабанов — Вячеслав Молотов
- Игорь Марычев — Георгий Маленков
- Геннадий Поварухин — Михаил Суслов
- Вольф Вайнер — Лазарь Каганович
- Александр Резалин — Анастас Микоян
- Александр Комиссаров — Пётр Поспелов
- Олег Семисынов — Всеволод Меркулов
- Анатолий Бледный — Николай Булганин
- Олег Масленников-Войтов — Иван Серов
- Андрей Лебедев — Сергей Круглов
- Александр Тютин — Константин Телегин
- Алексей Маслов — Сергей Штеменко
- Виктор Фалалеев — маршал Константин Рокоссовский
- Игорь Арташонов — маршал Василий Чуйков
- Сергей Симоненко — Павел Батицкий
- Виктор Запорожский — Владимир Крюков
- Александр Андриенко — Кирилл Москаленко
- Леонид Тимцуник — Иван Конев
- Юрий Шлыков — редактор
- Алина Ольшанская — Виктория Петровна Брежнева
- Прохор Шаляпин — Борис Штоколов
- Валерий Долженков — дед
- Александр Наумов — главный маршал авиации Александр Новиков
- Сергей Валиев — маршал Семён Михайлович Будённый (в титрах не указан)

## Отзывы
Дочь маршала Эра Георгиевна заявила:

«Алексей Пиманов в своём фильме некрасиво выставил не только самого Жукова, но и его семью. С родственниками отца никто не консультировался, а все изложенные факты — не более чем вымысел, чуть ли не анекдоты. Назвать это историческим фильмом язык не поворачивается».— «Комсомольская правда», 16 февраля 2012
Продюсер сериала Алексей Пиманов рассказал:

Мы лишь постарались восстановить реальную историю его жизни. То, что его сослали в Одессу, было. И что Сталин его и любил, и ненавидел, и боялся одновременно — тоже было. А его личная жизнь… Нам хотелось рассказать об этом так, чтобы люди поняли: это был нормальный живой человек, который влюблялся, расставался… — «Аргументы и Факты», №4(1629) от 25-31 января  2012, С. 42
Исполнитель главной роли Александр Балуев заявил:

«Мы снимали художественный фильм на основе документов. Этот фильм - наша общая любовь к тому времени, к нашим отцам, некий повод отдать им дань за то, что они сделали». — «Комсомольская правда», 24 января 2012
«Всё происходило в реальных интерьерах, с их особой исторической и эмоциональной атмосферой, — говорит режиссёр фильма Алексей Мурадов»